# Великий князь Руський
Великий князь Руський — монарший титул, який використовувався в українській історії як:
1. частина титулатури Великих князів Литовських (1315—1569), а пізніше правителів Речі Посполитої (1569—1795).
2. неофіційний титул Свидригайла Ольгердовича у 1432—1440 рр., в ході його династичного конфлікту з Сигізмундом Кейстутовичем.

## Історія

### У складіВКЛ
З 1398 року Литовське князівство стало називатися Великим князівством Литовським, Руським і Жемайтійським. А Вітовт Кейстутович був проголошений Великим князем Литовським, Руським та Жемайтійським. Цим Гедиміновичі де-юре оголошували себе правонаступниками Великих князів Русь.

### Велике князівство Руське (1432—1435)
Під час громадянської війни у ВКЛ (1432—1440) неофіційно було проголошено створення Великого князівства Руського, Великий князь Литовський Свидригайло Ольгердович був проголошений Великим князем Руським. До складу Великого князівства Руського входила вся територія України у складі ВКЛ, а також Полоцька, Вітебська та Смоленська землі.
Руські та частина литовських князів підтримала Свидригайла у його боротьбі з його суперником — князем Сигізмундом Кейстутовичем. Політична влада у державі переважно належала руським (українським та білоруським) православним магнатам та шляхті.
Фактично Велике князівство Руське перестало існувати після поразки військ Свидригайла у битві біля Вількомира 29-30 серпня 1435 р.

### Добапольсько-литовської уніїтаРечі Посполитої
Наступним Великим князем Руським був Казимир Ягеллончик, повний титул якого звучав: Божою Ласкою король Польщі, а також землі Краківської, Сандомирії, Сирадії, Лехії, Куявії, Великий князь Литовський, Руський, Прусії, земель Хелмна, Ельблонга, Помор'я та інших пан і володар. Титул «Великий князь Руський» носили Ягеллони та правителі Речі Посполитої аж до її 3-го поділу (1795).

### Спроба створенняВеликого князівства Руськогоу складіРечі Посполитої Трьох Народів

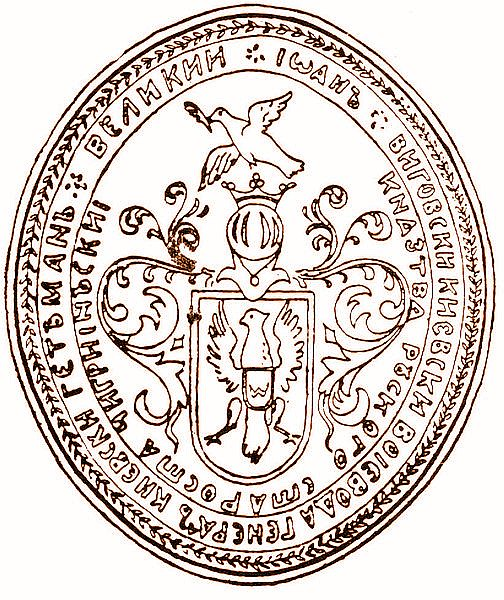
Печатка Івана Виговського — Великого гетьмана Великого князівства Руського

Унаслідок укладання Гадяцького договору (16 вересня 1658 року) мало бути створене Велике князівство Руське, яке б увійшло як суб'єкт федерації до складу Речі Посполитої Трьох Народів.
Попри наявний в українському інформаційному просторі стереотип, що великим князем Руським мав стати Іван Виговський, це не відповідає дійсності — адже протирічить самій суті Речі Посполитої. Титул «Великий князь Руський» був частиною титулу монархів Речі Посполитої — і до, і під час, і після невдалої спроби створення однойменного князівства та переформатування дуальної Речі Посполитої у потрійну монархію. Іван Виговський отримував уряд Великого гетьмана Великого князівства Руського, що чітко фіксується на його збереженій тогочасній печатці.
Ідею Великого Князівства Руського у складі Речі Посполитої Трьох Народів пропонували реанімувати також учасники Січневого повстання у 1863 році, сподіваючись таким чином схилити на свій бік українське населення.

## Список Великих князів Руських
- Вітовт Великий (1398—1430) — Великий князь Литовський, Руський та Жемайтійський
- Свидригайло Ольгердович (1430—1440) — Великий князь Литовський, Руський та Жемайтійський (1430—1432), Великий князь Руський (1432—1440).
- Казимир IV Ягеллончик (1440—1492) — Божою Ласкою король Польщі, землі Краківської, Сандомирської, Сєрадської, Ленчицької, Куявської, Великий князь Литовський, Володар і спадкоємець Русі, Прусії, Хелмна, Ельблонга та Помор'я.
- Олександр I Ягеллончик (1492—1506) — Божою Ласкою король Польщі, а також землі Краківської, Сандомирії, Сирадії, Лехії, Куявії, Великий князь Литовський, Руський, Прусії, земель Хелмна, Ельблонга, Помор'я та інших пан і володар.
- Сигізмунд I Старий (1506—1548) — З Божої ласки король Польщі, а також землі Краківської, Сандомирії, Сирадії, Лехії, Куявії, Великий князь Литовський, пан і дідич Русі, Пруссії, земель Хелмна, Ельблонга, Помор'я, князь Мазовецький.
- Сигізмунд II Август (1548—1572) — Великий князь Литовський, Великий князь Руський

З 1569 р. титул закріплюється за правителями Речі Посполитої. Див. Королі й князі Польщі
- Стефан Баторій (1576–1586) — Великий князь Литовський та Руський
- Сигізмунд III Ваза — король Польщі, Великий князь Литовський, Великий князь Руський (з 1587 року),
- Владислав IV Ваза (1632–1648) — Великий князь Литовський, Великий князь Руський
- Ян II Казимир (1648–1668) — Король Польський, великий князь Литовський, Руський і Опольський
- Михайло I Вишневецький (1669–1673) — лат. Michael I, Dei Gratia rex Poloniae, magnus dux Lithuaniae, Russiae, Prussiae, Masoviae, Samogitiae, Livoniae, Smolensciae, Kijoviae, Volhyniae, Podoliae, Podlachiae, Severiae, Czernichoviaeque, etc. (переклад українською: Божою Ласкою король Польський, Великий князь Литовський, Руський, Пруський, Мазовецький, Жмудський, Інфлянтський, Смоленський, Київський, Волинський, Подільський, Підляський, Сіверський, Чернігівський тощо).